# Cylisticus pugionifer
Cylisticus pugionifer là một loài chân đều trong họ Cylisticidae. Loài này được miêu tả khoa học năm 1943 bởi Verhoeff.